# العلاقات السودانية القبرصية
العلاقات السودانية القبرصية هي العلاقات الثنائية التي تجمع بين السودان وقبرص.

## مقارنة بين البلدين
هذه مقارنة عامة ومرجعية للدولتين:
| وجه المقارنة                                              | السودان                     | قبرص                                                                 |
| --------------------------------------------------------- | --------------------------- | -------------------------------------------------------------------- |
| المساحة (كم2)                                             | 1.89 مليون                  | 9.24 ألف                                                             |
| عدد السكان (نسمة)                                         | 40.53 مليون                 | 1.14 مليون                                                           |
| الكثافة السكانية (ن./كم²)                                 | 21.44                       | 123.38                                                               |
| العاصمة                                                   | الخرطوم                     | نيقوسيا                                                              |
| اللغة الرسمية                                             | اللغة العربية، لغة إنجليزية | اليونانية الحديثة، اللغة التركية، لغة يونانية                        |
| العملة                                                    | جنيه سوداني                 | يورو، جنيه قبرصي                                                     |
| الناتج المحلي الإجمالي (بليون دولار)                      | 117.49 مليار                | 21.65 مليار                                                          |
| الناتج المحلي الإجمالي (تعادل القوة الشرائية) بليون دولار | 176.55 مليار                | 26.73 مليار                                                          |
| الناتج المحلي الإجمالي الاسمي للفرد دولار أمريكي          | 2.41 ألف                    | 23.24 ألف                                                            |
| الناتج المحلي الإجمالي للفرد دولار أمريكي                 | 4.07 ألف                    | 30.24 ألف                                                            |
| مؤشر التنمية البشرية                                      | 0.479                       | 0.850                                                                |
| رمز المكالمات الدولي                                      | +249                        | +357                                                                 |
| رمز الإنترنت                                              | سودان                       | .cy                                                                  |
| المنطقة الزمنية                                           | ت ع م+03:00، ت ع م+02:00    | ت ع م+02:00، ت ع م+03:00، توقيت شرق أوروبا، توقيت شرق أوروبا الصيفي ‏ |

## منظمات دولية مشتركة
يشترك البلدان في عضوية مجموعة من المنظمات الدولية، منها:
| علم المنظمة | اسم المنظمة                               | تاريخ انضمام السودان | تاريخ انضمام قبرص |
| ----------- | ----------------------------------------- | -------------------- | ----------------- |
|             | مؤسسة التنمية الدولية                     | 24 سبتمبر 1960       | 2 مارس 1962       |
|             | مؤسسة التمويل الدولية                     | 21 أكتوبر 1960       | 2 مارس 1962       |
|             | منظمة حظر الأسلحة الكيميائية              | ?                    | ?                 |
|             | الأمم المتحدة                             | 12 نوفمبر 1956       | 20 سبتمبر 1960    |
|             | الاتحاد الدولي للاتصالات                  | 23 أكتوبر 1957       | 24 أبريل 1961     |
|             | منظمة الشرطة الجنائية الدولية             | ?                    | ?                 |
|             | البنك الدولي للإنشاء والتعمير             | 5 سبتمبر 1957        | 21 ديسمبر 1961    |
|             | الاتحاد البريدي العالمي                   | ?                    | ?                 |
|             | المركز الدولي لتسوية المنازعات الاستشارية | 9 مايو 1973          | 25 ديسمبر 1966    |
|             | وكالة ضمان الاستثمار متعدد الأطراف        | 7 نوفمبر 1991        | 12 أبريل 1988     |
|             | يونسكو                                    | 26 نوفمبر 1956       | 6 فبراير 1961     |
|             | الفريق المعني برصد الأرض                  | ?                    | ?                 |

## وصلات خارجية
- موقع وزارة الخارجية السودانية
- موقع وزارة الخارجية القبرصية